# Cunina tenella
Cunina tenella är en nässeldjursart som först beskrevs av Bigelow 1909.  Cunina tenella ingår i släktet Cunina och familjen Cuninidae. Inga underarter finns listade i Catalogue of Life.